# Port lotniczy Jiayuguan
Port lotniczy Jiayuguan (IATA: JGN, ICAO: ZLJQ) – port lotniczy położony w Jiuquan, w prowincji Gansu, w Chińskiej Republice Ludowej.

## Linie lotnicze i połączenia
| Linia Lotnicza         | Kierunek                                                                                                   |
| ---------------------- | --- |
| 9 Air                  | 1. Guangzhou 2. Urumczi                                                                                    |
| Chengdu Airlines       | 1. Changsha 2. Fuzhou 3. Lanzhou 4. Wuhan 5. Xi’an                                                         |
| China Eastern Airlines | 1. Pekin-Daxing 2. Lanzhou 3. Nankin 4. Szanghaj-Hongqiao 5. Szanghaj-Pudong 6. Wuhan 7. Xi’an 8. Yinchuan |
| China Express Airlines | 1. Chongqing 2. Dunhuang 3. Korla                                                                          |
| Jiangxi Air            | 1. Zhengzhou                                                                                               |
| Sichuan Airlines       | 1. Chengdu-Tianfu 2. Hangzhou 3. Lanzhou 4. Xi’an                                                          |
| Xiamen Air             | 1. Pekin-Daxing                                                                                            |